# Peredeo (regicida)
Peredeo (... – Costantinopoli, 572 circa) è stato un nobile e militare longobardo di origine gepida vissuto nel VI secolo, assassino del re longobardo Alboino.

## Biografia
Visse nel tardo VI secolo. Rosmunda, desiderosa di uccidere il marito Alboino per un affronto da lei subito, decise di affidare a lui il compito di uccidere il re Alboino; egli però non voleva compiere un atto così malvagio e così Rosmunda, per costringerlo, una notte sostituì nel letto l'ancella che conviveva con Peredeo. In questo modo Peredeo, credendo che la donna nel suo letto fosse la sua amata, fece l'amore con lei. Quando si accorse che la donna con cui aveva fatto sesso era Rosmunda, quest'ultima gli disse:
In questo modo Peredeo fu costretto ad ammazzare il re; quest'ultimo, non potendo estrarre la sua spada (legata alla testiera del letto da Rosmunda), tentò di difendersi con uno sgabello, ma alla fine soccombette.
In seguito al regicidio, Peredeo fu costretto, insieme agli altri congiurati, a rifugiarsi a Ravenna (capitale dell'Italia bizantina), poiché la popolazione longobarda, adirata per la morte di Alboino, cercava vendetta e voleva la morte dei regicidi. In seguito alla morte di Rosmunda e di Elmichi, Peredeo venne condotto a Costantinopoli (capitale dell'Impero bizantino), dove uccise durante uno spettacolo pubblico un leone sotto gli occhi dell'Imperatore. Per ordine dell'Imperatore gli vennero però strappati gli occhi, perché c'era il timore che potesse fare qualcosa di pericoloso nella capitale. Egli, privato della vista, cercò allora la vendetta: egli infatti si recò al palazzo imperiale con due pugnali nascosti nelle maniche e chiese di poter incontrare l'Imperatore, perché gli doveva fare delle rivelazioni molto utili; l'Imperatore allora gli inviò due patrizi, che raccogliessero le sue parole. Peredeo uccise i due patrizi ottenendo così la sua vendetta.
Presumibilmente Peredeo venne ucciso per ordine dell'Imperatore. La sua vendetta ricorda quella del personaggio biblico Sansone che, accecato dai Filistei, ottenne la sua vendetta facendo crollare il loro tempio.